# Dirka po Franciji 2007
Dirka po Franciji 2007 je 94. dirka po Franciji; sama dirka je potekala med 7. in 29. julijem 2007.
Prolog dirke in prva etapa sta se odvijala v Londonu in Kentu, Anglija, posvečena pa sta bila spominu na žrtve bombnega napada v Londonu 7. julija 2005. Konec dirke bo v Parizu.

## Ekipe
UCI ProTour
- Astana
- AG2R Prévoyance
- Bouygues Télécom
- Caisse d'Epargne
- Cofidis
- Crédit Agricole
- Discovery Channel
- Euskaltel-Euskadi
- Française des Jeux
- Gerolsteiner
- Lampre-Fondital
- Liquigas
- Quick-Step–Innergetic
- Predictor–Lotto
- Rabobank
- Saunier Duval–Prodir
- Team CSC
- Team Milram
- T-Mobile Team

Povabljeni
- Agritubel
- Barloworld

## Etape
| Etapa       | Start in cilj                        | Dolžina     | Tip                     | Datum                 | Zmagovalec etape              | Rumena majica         |
| ----------- | ------------------------------------ | ----------- | ----------------------- | --------------------- | ----------------------------- | --------------------- |
| P           | London                               | 8 km        | individualni kronometer | sobota, 7. julij      | Fabian Cancellara             | Fabian Cancellara     |
| 1           | London - Canterbury                  | 203 km      | ravninska etapa         | nedelja, 8. julij     | Robbie McEwen                 | Fabian Cancellara     |
| 2           | Dunkerque - Gent                     | 167 km      | ravninska etapa         | ponedeljek, 9. julij  | Gert Steegmans                | Fabian Cancellara     |
| 3           | Waregem - Compiègne                  | 236 km      | ravninska etapa         | torek, 10. julij      | Fabian Cancellara             | Fabian Cancellara     |
| 4           | Villers-Cotterêts - Joigny           | 190 km      | ravninska etapa         | sreda, 11. julij      | Thor Hushovd                  | Fabian Cancellara     |
| 5           | Chablis - Autun                      | 184 km      | ravninska etapa         | četrtek, 12. julij    | Filippo Pozzato               | Fabian Cancellara     |
| 6           | Semur-en-Auxois - Bourg-en-Bresse    | 200 km      | ravninska etapa         | petek, 13. julij      | Tom Boonen                    | Fabian Cancellara     |
| 7           | Bourg-en-Bresse - Le Grand-Bornand   | 197 km      | gorska etapa            | sobota, 14. julij     | Linus Gerdemann               | Linus Gerdemann       |
| 8           | Le Grand-Bornand - Tignes            | 165 km      | gorska etapa            | nedelja, 15. julij    | Michael Rasmussen             | Michael Rasmussen     |
| dan počitka | dan počitka                          | dan počitka | dan počitka             | ponedeljek, 16. julij |                               |                       |
| 9           | Val-d'Isère - Briançon               | 161 km      | gorska etapa            | torek, 17. julij      | Juan Mauricio Soler Hernandez | Michael Rasmussen     |
| 10          | Tallard - Marseille                  | 229 km      | ravninska etapa         | sreda, 18. julij      | Cedric Vasseur                | Michael Rasmussen     |
| 11          | Marseille - Montpellier              | 180 km      | ravninska etapa         | četrtek, 19. julij    | Robert Hunter                 | Michael Rasmussen     |
| 12          | Montpellier - Castres                | 179 km      | ravninska etapa         | petek, 20. julij      | Tom Boonen                    | Michael Rasmussen     |
| 13          | Albi - Albi                          | 54 km       | individualni kronometer | sobota, 21. julij     | Aleksander Vinokurov          | Michael Rasmussen     |
| 14          | Mazamet - Plateau-de-Beille          | 197 km      | gorska etapa            | nedelja, 22. julij    | Alberto Contador              | Michael Rasmussen     |
| 15          | Foix - Loudenvielle                  | 196 km      | gorska etapa            | ponedeljek, 23. julij | Aleksander Vinokurov (1)      | Michael Rasmussen     |
| Dan počitka | Dan počitka                          | Dan počitka | Dan počitka             | torek, 24. julij      |                               |                       |
| 16          | Orthez - Col d'Aubisque              | 218 km      | gorska etapa            | sreda, 25. julij      | Michael Rasmussen             | Michael Rasmussen (2) |
| 17          | Pau - Castelsarrasin                 | 188 km      | ravninska etapa         | četrtek, 26. julij    | Daniele Bennati               | Alberto Contador      |
| 18          | Cahors - Angoulême                   | 210 km      | ravninska etapa         | petek, 27. julij      | Sandy Casar                   | Alberto Contador      |
| 19          | Cognac - Angoulême                   | 55 km       | individualni kronometer | sobota, 28. julij     | Levi Leipheimer               | Alberto Contador      |
| 20          | Marcoussis- Pariz, Elizejske poljane | 130 km      | ravninska etapa         | nedelja, 29. julij    | Daniele Bennati               | Alberto Contador      |
| skupno      | skupno                               | 3.547 km    |                         |                       |                               |                       |

Opombe
- (1) = Vinokurov je bil po tekmi suspendiran zaradi nedovoljene transfuzije krvi.
- (2) = Rasmussen je bil po tekmi suspendiran zaradi izmikanja na prejšnjih dopinških testih.

## Razvrstitev po klasifikacijah
| Etapa  | Zmagovalec        | - Rumena majica   | - Zelena majica   | - Pikčasta majica | - Bela majica    | - Ekipno          | - Rdeča številka     |
| ------ | ----------------- | ----------------- | ----------------- | ----------------- | ---------------- | ----------------- | -------------------- |
| P      | Fabian Cancellara | Fabian Cancellara | Fabian Cancellara | brez              | Vladimir Gusev   | Astana            | brez                 |
| 1      | Robbie McEwen     | Fabian Cancellara | Robbie McEwen     | David Millar      | Vladimir Gusev   | Astana            | Stéphane Augé        |
| 2      | Gert Steegmans    | Fabian Cancellara | Tom Boonen        | David Millar      | Vladimir Gusev   | Astana            | Marcel Sieberg       |
| 3      | Fabian Cancellara | Fabian Cancellara | Tom Boonen        | Stéphane Augé     | Vladimir Gusev   | Astana            | Mathieu Ladagnous    |
| 4      | Thor Hushovd      | Fabian Cancellara | Tom Boonen        | Stéphane Augé     | Vladimir Gusev   | Astana            | Matthieu Sprick      |
| 5      | Filippo Pozzato   | Fabian Cancellara | Erik Zabel        | Sylvain Chavanel  | Vladimir Gusev   | Team CSC          | Sylvain Chavanel     |
| 6      | Tom Boonen        | Fabian Cancellara | Tom Boonen        | Sylvain Chavanel  | Vladimir Gusev   | Team CSC          | Bradley Wiggins      |
| 7      | Linus Gerdemann   | Linus Gerdemann   | Tom Boonen        | Sylvain Chavanel  | Linus Gerdemann  | T-Mobile Team     | Linus Gerdemann      |
| 8      | Michael Rasmussen | Michael Rasmussen | Tom Boonen        | Michael Rasmussen | Linus Gerdemann  | Rabobank          | Michael Rasmussen    |
| 9      | Mauricio Soler    | Michael Rasmussen | Tom Boonen        | Michael Rasmussen | Alberto Contador | Caisse d'Epargne  | Yaroslav Popovych    |
| 10     | Cédric Vasseur    | Michael Rasmussen | Tom Boonen        | Michael Rasmussen | Alberto Contador | Team CSC          | Patrice Halgand      |
| 11     | Robert Hunter     | Michael Rasmussen | Tom Boonen        | Michael Rasmussen | Alberto Contador | Team CSC          | Benoît Vaugrenard    |
| 12     | Tom Boonen        | Michael Rasmussen | Tom Boonen        | Michael Rasmussen | Alberto Contador | Team CSC          | Amets Txurruka       |
| 13     | Cadel Evans       | Michael Rasmussen | Tom Boonen        | Michael Rasmussen | Alberto Contador | Astana            | brez                 |
| 14     | Alberto Contador  | Michael Rasmussen | Tom Boonen        | Michael Rasmussen | Alberto Contador | Discovery Channel | Antonio Colom        |
| 15     | Kim Kirchen       | Michael Rasmussen | Tom Boonen        | Michael Rasmussen | Alberto Contador | Astana            | Aleksander Vinokurov |
| 16     | Michael Rasmussen | Michael Rasmussen | Tom Boonen        | Mauricio Soler    | Alberto Contador | Discovery Channel | Mauricio Soler       |
| 17     | Daniele Bennati   | Alberto Contador  | Tom Boonen        | Mauricio Soler    | Alberto Contador | Discovery Channel | Jens Voigt           |
| 18     | Sandy Casar       | Alberto Contador  | Tom Boonen        | Mauricio Soler    | Alberto Contador | Discovery Channel | Sandy Casar          |
| 19     | Levi Leipheimer   | Alberto Contador  | Tom Boonen        | Mauricio Soler    | Alberto Contador | Discovery Channel | brez                 |
| 20     | Daniele Bennati   | Alberto Contador  | Tom Boonen        | Mauricio Soler    | Alberto Contador | Discovery Channel | Freddy Bichot        |
| Skupaj | Skupaj            | Alberto Contador  | Tom Boonen        | Mauricio Soler    | Alberto Contador | Discovery Channel | Amets Txurruka       |

## Končna razvrstitev
| Legenda                                  | Legenda                                  | Legenda                               | Legenda                                    |
| ---------------------------------------- | ---------------------------------------- | ------------------------------------- | ------------------------------------------ |
| A yellow jersey.                         | Predstavlja vodilnega v skupnem seštevku | A white jersey with red polka dots.   | Predstavlja vodilnega v gorski razvrstitvi |
| A green jersey.                          | Predstavlja vodilnega po točkah          | A white jersey.                       | Predstavlja najboljšega mladega kolesarja  |
| A white jersey with a yellow number bib. | Predstavlja vodilnega najboljše ekipe    | A white jersey with a red number bib. | Predstavlja najbolj borbenega kolesarja    |

### Rumena majica
| Poz. | Kolesar                  | Ekipa             | Čas         |
| ---- | ------------------------ | ----------------- | ----------- |
| 1    | Alberto Contador (ESP)   | Discovery Channel | 91h 00' 26" |
| 2    | Cadel Evans (AUS)        | Predictor–Lotto   | + 23"       |
| DSQ  | Levi Leipheimer (USA)    | Discovery Channel | + 31"       |
| 4    | Carlos Sastre (ESP)      | Team CSC          | + 7' 08"    |
| 5    | Haimar Zubeldia (ESP)    | Euskaltel-Euskadi | + 8' 17"    |
| 6    | Alejandro Valverde (ESP) | Caisse d'Epargne  | + 11' 37"   |
| 7    | Kim Kirchen (LUX)        | T-Mobile Team     | + 12' 18"   |
| 8    | Jaroslav Popovič (UKR)   | Discovery Channel | + 12' 25"   |
| 9    | Mikel Astarloza (ESP)    | Euskaltel-Euskadi | + 14' 14"   |
| 10   | Óscar Pereiro (ESP)      | Caisse d'Epargne  | + 14' 25"   |

| Skupna razvrstitev kolesarjev (11–141) | Skupna razvrstitev kolesarjev (11–141) | Skupna razvrstitev kolesarjev (11–141) | Skupna razvrstitev kolesarjev (11–141) |
| Poz.                                   | Kolesar                                | Ekipa                                  | Čas                                    |
| -------------------------------------- | -------------------------------------- | -------------------------------------- | -------------------------------------- |
| 11                                     | Mauricio Soler (COL)                   | Barloworld                             | + 16' 51"                              |
| DSQ                                    | Michael Boogerd (NED)                  | Rabobank                               | + 21' 15"                              |
| 13                                     | David Arroyo (ESP)                     | Caisse d'Epargne                       | + 21' 49"                              |
| 14                                     | Vladimir Karpec (RUS)                  | Caisse d'Epargne                       | + 24' 15"                              |
| 15                                     | Chris Horner (USA)                     | Predictor–Lotto                        | + 25' 19"                              |
| 16                                     | Iban Mayo (ESP)                        | Saunier Duval–Prodir                   | + 27' 09"                              |
| 17                                     | Fränk Schleck (LUX)                    | Team CSC                               | + 31' 48"                              |
| 18                                     | Manuel Beltrán (ESP)                   | Liquigas                               | + 34' 14"                              |
| 19                                     | Tadej Valjavec (SLO)                   | Lampre-Fondital                        | + 37' 08"                              |
| 20                                     | Juan José Cobo (ESP)                   | Saunier Duval–Prodir                   | + 37' 14"                              |
| 21                                     | Juan Manuel Gárate (ESP)               | Quick-Step–Innergetic                  | + 38' 16"                              |
| 22                                     | Iván Gutiérrez (ESP)                   | Caisse d'Epargne                       | + 45' 42"                              |
| 23                                     | Amets Txurruka (ESP)                   | Euskaltel-Euskadi                      | + 49' 34"                              |
| 24                                     | George Hincapie (USA)                  | Discovery Channel                      | + 54' 50"                              |
| 25                                     | Christian Vande Velde (USA)            | Team CSC                               | + 55' 50"                              |
| 26                                     | Dimitrij Fofonov (KAZ)                 | Crédit Agricole                        | + 56' 23"                              |
| 27                                     | Stéphane Goubert (FRA)                 | AG2R Prévoyance                        | + 1h 06' 30"                           |
| 28                                     | Jens Voigt (GER)                       | Team CSC                               | + 1h 08' 22"                           |
| 29                                     | Patxi Vila (ESP)                       | Lampre-Fondital                        | + 1h 09' 37"                           |
| 30                                     | Patrice Halgand (FRA)                  | Crédit Agricole                        | + 1h 12' 45"                           |
| 31                                     | Bernhard Kohl (AUT)                    | Gerolsteiner                           | + 1h 13' 27"                           |
| 32                                     | Kanstancin Sivcov (BLR)                | Barloworld                             | + 1h 15' 16"                           |
| 33                                     | Aleksander Bočarov (RUS)               | Crédit Agricole                        | + 1h 22' 25"                           |
| 34                                     | Markus Fothen (GER)                    | Gerolsteiner                           | + 1h 30' 12"                           |
| 35                                     | Thomas Dekker (NED)                    | Rabobank                               | + 1h 30' 34"                           |
| 36                                     | Linus Gerdemann (GER)                  | T-Mobile Team                          | + 1h 30' 47"                           |
| 37                                     | Christophe Moreau (FRA)                | AG2R Prévoyance                        | + 1h 33' 06"                           |
| 38                                     | Vladimir Gusev (RUS)                   | Discovery Channel                      | + 1h 33' 50"                           |
| 39                                     | Moisés Dueñas (ESP)                    | Agritubel                              | + 1h 36' 33"                           |
| 40                                     | Bram Tankink (NED)                     | Quick-Step–Innergetic                  | + 1h 36' 44"                           |
| 41                                     | Marzio Bruseghin (ITA)                 | Lampre-Fondital                        | + 1h 36' 44"                           |
| 42                                     | Carlos Barredo (ESP)                   | Quick-Step–Innergetic                  | + 1h 36' 46"                           |
| 43                                     | Iñigo Landaluze (ESP)                  | Euskaltel-Euskadi                      | + 1h 36' 50"                           |
| 44                                     | Ludovic Turpin (FRA)                   | AG2R Prévoyance                        | + 1h 44' 54"                           |
| 45                                     | Charly Wegelius (GBR)                  | Liquigas                               | + 1h 46' 25"                           |
| 46                                     | Xavier Florencio (ESP)                 | Bouygues Télécom                       | + 1h 52' 19"                           |
| 47                                     | Christian Knees (GER)                  | Team Milram                            | + 1h 53' 23"                           |
| 48                                     | Gorka Verdugo (ESP)                    | Euskaltel-Euskadi                      | + 1h 53' 32"                           |
| 49                                     | David de la Fuente (ESP)               | Saunier Duval–Prodir                   | + 1h 54' 50"                           |
| 50                                     | Rubén Pérez (ESP)                      | Euskaltel-Euskadi                      | + 1h 56' 15"                           |
| 51                                     | Íñigo Cuesta (ESP)                     | Team CSC                               | + 1h 58' 45"                           |
| 52                                     | José Luis Arrieta (ESP)                | AG2R Prévoyance                        | + 2h 00' 07"                           |
| 53                                     | Iker Camaño (ESP)                      | Saunier Duval–Prodir                   | + 2h 05' 17"                           |
| 54                                     | John Gadret (FRA)                      | AG2R Prévoyance                        | + 2h 06' 50"                           |
| 55                                     | Cédric Vasseur (FRA)                   | Quick-Step–Innergetic                  | + 2h 08' 14"                           |
| 56                                     | Dario Cioni (ITA)                      | Predictor–Lotto                        | + 2h 10' 42"                           |
| 57                                     | Nicolas Portal (FRA)                   | Caisse d'Epargne                       | + 2h 15' 14"                           |
| 58                                     | Laurent Lefèvre (FRA)                  | Bouygues Télécom                       | + 2h 15' 17"                           |
| 59                                     | Michael Albasini (SUI)                 | Liquigas                               | + 2h 18' 35"                           |
| 60                                     | Fabian Wegmann (GER)                   | Gerolsteiner                           | + 2h 19' 36"                           |
| 61                                     | Egoi Martínez (ESP)                    | Discovery Channel                      | + 2h 20' 16"                           |
| 62                                     | Axel Merckx (BEL)                      | T-Mobile Team                          | + 2h 21' 00"                           |
| 63                                     | Johan Vansummeren (BEL)                | Predictor–Lotto                        | + 2h 21' 57"                           |
| 64                                     | Thomas Löfkvist (SWE)                  | Française des Jeux                     | + 2h 22' 50"                           |
| 65                                     | Sérgio Paulinho (POR)                  | Discovery Channel                      | + 2h 23' 31"                           |
| 66                                     | Thomas Voeckler (FRA)                  | Bouygues Télécom                       | + 2h 24' 34"                           |
| 67                                     | Kurt Asle Arvesen (NOR)                | Team CSC                               | + 2h 24' 36"                           |
| 68                                     | Jérôme Pineau (FRA)                    | Bouygues Télécom                       | + 2h 24' 59"                           |
| 69                                     | David Millar (GBR)                     | Saunier Duval–Prodir                   | + 2h 32' 07"                           |
| 70                                     | Mario Aerts (BEL)                      | Predictor–Lotto                        | + 2h 32' 58"                           |
| 71                                     | Sandy Casar (FRA)                      | Française des Jeux                     | + 2h 33' 46"                           |
| 72                                     | Francisco Pérez Sanchez (ESP)          | Caisse d'Epargne                       | + 2h 37' 25"                           |
| 73                                     | Frederik Willems (BEL)                 | Liquigas                               | + 2h 37' 30"                           |
| 74                                     | Martin Elmiger (SUI)                   | AG2R Prévoyance                        | + 2h 37' 41"                           |
| 75                                     | Daniele Bennati (ITA)                  | Lampre-Fondital                        | + 2h 38' 30"                           |
| 76                                     | Kjell Carlström (FIN)                  | Liquigas                               | + 2h 39' 34"                           |
| 77                                     | Christophe Rinero (FRA)                | Saunier Duval–Prodir                   | + 2h 40' 59"                           |
| 78                                     | Andrij Grivko (UKR)                    | Team Milram                            | + 2h 41' 41"                           |
| 79                                     | Erik Zabel (GER)                       | Team Milram                            | + 2h 42' 28"                           |
| 80                                     | Juan Miguel Mercado (ESP)              | Agritubel                              | + 2h 44' 27"                           |
| 81                                     | Ronny Scholz (GER)                     | Gerolsteiner                           | + 2h 44' 39"                           |
| 82                                     | Jorge Azanza (ESP)                     | Euskaltel-Euskadi                      | + 2h 50' 30"                           |
| 83                                     | Benoît Vaugrenard (FRA)                | Française des Jeux                     | + 2h 50' 54"                           |
| 84                                     | Pierrick Fédrigo (FRA)                 | Bouygues Télécom                       | + 2h 53' 42"                           |
| 85                                     | Juan Antonio Flecha (ESP)              | Rabobank                               | + 2h 55' 58"                           |
| 86                                     | Grischa Niermann (GER)                 | Rabobank                               | + 2h 56' 09"                           |
| 87                                     | Stefan Schumacher (GER)                | Gerolsteiner                           | + 2h 56' 30"                           |
| 88                                     | Alessandro Ballan (ITA)                | Lampre-Fondital                        | + 2h 57' 05"                           |
| 89                                     | Aleksandr Kučinski (BLR)               | Liquigas                               | + 2h 58' 46"                           |
| 90                                     | Iñaki Isasi (ESP)                      | Euskaltel-Euskadi                      | + 2h 59' 37"                           |
| 91                                     | José Vicente García (ESP)              | Caisse d'Epargne                       | + 3h 00' 38"                           |
| 92                                     | Nicolas Vogondy (FRA)                  | Agritubel                              | + 3h 00' 50"                           |
| 93                                     | Johann Tschopp (SUI)                   | Bouygues Télécom                       | + 3h 07' 19"                           |
| 94                                     | Simon Gerrans (AUS)                    | AG2R Prévoyance                        | + 3h 09' 19"                           |
| 95                                     | Paolo Bossoni (ITA)                    | Lampre-Fondital                        | + 3h 09' 56"                           |
| 96                                     | Daniele Righi (ITA)                    | Lampre-Fondital                        | + 3h 10' 35"                           |
| 97                                     | Lilian Jégou (FRA)                     | Française des Jeux                     | + 3h 14' 11"                           |
| 98                                     | Anthony Geslin (FRA)                   | Bouygues Télécom                       | + 3h 14' 15"                           |
| 99                                     | Aleksander Jefimkin (RUS)              | Barloworld                             | + 3h 14' 19"                           |
| 100                                    | Fabian Cancellara (SUI)                | Team CSC                               | + 3h 15' 48"                           |
| 101                                    | Murilo Fischer (BRA)                   | Liquigas                               | + 3h 16' 08"                           |
| 102                                    | Freddy Bichot (FRA)                    | Agritubel                              | + 3h 16' 58"                           |
| 103                                    | David Cañada (ESP)                     | Saunier Duval–Prodir                   | + 3h 17' 19"                           |
| 104                                    | Sébastien Rosseler (BEL)               | Quick-Step–Innergetic                  | + 3h 18' 25"                           |
| 105                                    | Bert Grabsch (GER)                     | T-Mobile Team                          | + 3h 19' 58"                           |
| 106                                    | Félix Cárdenas (COL)                   | Barloworld                             | + 3h 19' 58"                           |
| 107                                    | Julian Dean (NZL)                      | Crédit Agricole                        | + 3h 21' 57"                           |
| 108                                    | Matteo Tosatto (ITA)                   | Quick-Step–Innergetic                  | + 3h 22' 14"                           |
| 109                                    | William Bonnet (FRA)                   | Crédit Agricole                        | + 3h 22' 59"                           |
| 110                                    | Leif Hoste (BEL)                       | Predictor–Lotto                        | + 3h 23' 02"                           |
| 111                                    | Giampaolo Cheula (ITA)                 | Barloworld                             | + 3h 23' 11"                           |
| 112                                    | Mathieu Ladagnous (FRA)                | Française des Jeux                     | + 3h 23' 17"                           |
| 113                                    | Manuel Quinziato (ITA)                 | Liquigas                               | + 3h 23' 42"                           |
| 114                                    | Nicolas Jalabert (FRA)                 | Agritubel                              | + 3h 24' 02"                           |
| 115                                    | Benjamín Noval (ESP)                   | Discovery Channel                      | + 3h 24' 13"                           |
| 116                                    | Ralf Grabsch (GER)                     | Team Milram                            | + 3h 24' 35"                           |
| 117                                    | Mickaël Delage (FRA)                   | Française des Jeux                     | + 3h 24' 46"                           |
| 118                                    | Robert Hunter (RSA)                    | Barloworld                             | + 3h 26' 12"                           |
| 119                                    | Tom Boonen (BEL)                       | Quick-Step–Innergetic                  | + 3h 26' 19"                           |
| 120                                    | Marcel Sieberg (GER)                   | Team Milram                            | + 3h 26' 48"                           |
| 121                                    | Bernhard Eisel (AUT)                   | T-Mobile Team                          | + 3h 26' 57"                           |
| 122                                    | Alessandro Cortinovis (ITA)            | Team Milram                            | + 3h 27' 04"                           |
| 123                                    | Steven de Jongh (NED)                  | Quick-Step–Innergetic                  | + 3h 27' 45"                           |
| 124                                    | Paolo Longo Borghini (ITA)             | Barloworld                             | + 3h 27' 48"                           |
| 125                                    | Benoît Salmon (FRA)                    | Agritubel                              | + 3h 28' 59"                           |
| 126                                    | Claudio Corioni (ITA)                  | Lampre-Fondital                        | + 3h 29' 26"                           |
| 127                                    | Marcus Burghardt (GER)                 | T-Mobile Team                          | + 3h 29' 37"                           |
| 128                                    | Pieter Weening (NED)                   | Rabobank                               | + 3h 31' 49"                           |
| 129                                    | Heinrich Haussler (GER)                | Gerolsteiner                           | + 3h 32' 30"                           |
| 130                                    | Sébastien Chavanel (FRA)               | Française des Jeux                     | + 3h 35' 25"                           |
| 131                                    | Enrico Poitschke (GER)                 | Team Milram                            | + 3h 35' 28"                           |
| 132                                    | Sébastien Hinault (FRA)                | Crédit Agricole                        | + 3h 35' 37"                           |
| 133                                    | Peter Wrolich (AUT)                    | Gerolsteiner                           | + 3h 36' 05"                           |
| 134                                    | Bram de Groot (NED)                    | Rabobank                               | + 3h 37' 46"                           |
| 135                                    | Robert Förster (GER)                   | Gerolsteiner                           | + 3h 40' 10"                           |
| 136                                    | Anthony Charteau (FRA)                 | Crédit Agricole                        | + 3h 40' 44"                           |
| 137                                    | Sven Krauß (GER)                       | Gerolsteiner                           | + 3h 40' 51"                           |
| 138                                    | Gert Steegmans (BEL)                   | Quick-Step–Innergetic                  | + 3h 41' 38"                           |
| 139                                    | Thor Hushovd (NOR)                     | Crédit Agricole                        | + 3h 41' 57"                           |
| 140                                    | Geraint Thomas (GBR)                   | Barloworld                             | + 3h 46' 51"                           |
| 141                                    | Wim Vansevenant (BEL)                  | Predictor–Lotto                        | + 3h 52' 54"                           |

### Zelena majica
| Poz. | Kolesar                  | Ekipa                 | Točke |
| ---- | ------------------------ | --------------------- | ----- |
| 1    | Tom Boonen (BEL)         | Quick-Step–Innergetic | 256   |
| 2    | Robert Hunter (RSA)      | Barloworld            | 234   |
| 3    | Erik Zabel (GER)         | Team Milram           | 232   |
| 4    | Thor Hushovd (NOR)       | Crédit Agricole       | 186   |
| 5    | Sébastien Chavanel (FRA) | Française des Jeux    | 181   |
| 6    | Daniele Bennati (ITA)    | Lampre-Fondital       | 160   |
| 7    | Robert Förster (GER)     | Gerolsteiner          | 140   |
| 8    | Fabian Cancellara (SUI)  | Team CSC              | 112   |
| 9    | Cadel Evans (AUS)        | Predictor–Lotto       | 109   |
| 10   | Alberto Contador (ESP)   | Discovery Channel     | 88    |

### Pikčasta majica
| Poz. | Kolesar                  | Ekipa                 | Točke |
| ---- | ------------------------ | --------------------- | ----- |
| 1    | Mauricio Soler (COL)     | Barloworld            | 206   |
| 2    | Alberto Contador (ESP)   | Discovery Channel     | 128   |
| 3    | Jaroslav Popovič (UKR)   | Discovery Channel     | 105   |
| 4    | Cadel Evans (AUS)        | Predictor–Lotto       | 92    |
| 5    | Laurent Lefèvre (FRA)    | Bouygues Télécom      | 85    |
| 6    | Juan Manuel Gárate (ESP) | Quick-Step–Innergetic | 77    |
| 7    | Carlos Sastre (ESP)      | Team CSC              | 74    |
| 8    | Juan José Cobo (ESP)     | Saunier Duval–Prodir  | 68    |
| DSQ  | Levi Leipheimer (USA)    | Discovery Channel     | 64    |
| 10   | Haimar Zubeldia (ESP)    | Euskaltel-Euskadi     | 64    |

### Bela majica
| Poz. | Kolesar                 | Ekipa              | Čas          |
| ---- | ----------------------- | ------------------ | ------------ |
| 1    | Alberto Contador (ESP)  | Discovery Channel  | 91h 00' 26"  |
| 2    | Mauricio Soler (COL)    | Barloworld         | + 16' 51"    |
| 3    | Amets Txurruka (ESP)    | Euskaltel-Euskadi  | + 49' 34"    |
| 4    | Bernhard Kohl (AUT)     | Gerolsteiner       | + 1h 13' 27" |
| 5    | Kanstancin Sivcov (BLR) | Barloworld         | + 1h 15' 16" |
| 6    | Thomas Dekker (NED)     | Rabobank           | + 1h 30' 34" |
| 7    | Linus Gerdemann (GER)   | T-Mobile Team      | + 1h 30' 47" |
| 8    | Vladimir Gusev (RUS)    | Discovery Channel  | + 1h 33' 50" |
| 9    | Thomas Lövkvist (SWE)   | Française des Jeux | + 2h 22' 50" |
| 10   | Andrij Grivko (UKR)     | Team Milram        | + 2h 41' 41" |

### Ekipna razvrstitev
| Poz. | Ekipa                | Čas          |
| ---- | -------------------- | ------------ |
| 1    | Discovery Channel    | 273h 12' 52" |
| 2    | Caisse d'Epargne     | + 19' 36"    |
| 3    | Team CSC             | + 22' 10"    |
| 4    | Rabobank             | + 36' 24"    |
| 5    | Euskaltel-Euskadi    | + 46' 46"    |
| 6    | Saunier Duval–Prodir | + 1h 44' 33" |
| 7    | Predictor–Lotto      | + 1h 50' 21" |
| 8    | Lampre-Fondital      | + 2h 19' 41" |
| 9    | Crédit Agricole      | + 2h 25' 44" |
| 10   | AG2R Prévoyance      | + 2h 26' 08" |

## Odstopi
| Tip | Etapa | Kolesar              | Ekipa                              | Razlog                                                   |
| --- | ----- | -------------------- | ---------------------------------- | -------------------------------------------------------- |
| DNF | 1     | Eduardo Gonzalo      | Agritubel                          | poškodba ob padcu                                        |
| DNS | 3     | Tomas Vaitkus        | Discovery Channel Pro Cycling Team | zlomljen prst                                            |
| DNF | 4     | Xabier Zandio        | Caisse d'Epargne                   | poškodba ob padcu                                        |
| DNS | 5     | Rémy Di Gregorio     | Française des Jeux                 | izpahnjen komolec                                        |
| DNF | 5     | Brett Lancaster      | Team Milram                        | prebavne motnje                                          |
| DNS | 6     | Geoffroy Lequatre    | Cofidis                            | poškodba prstov                                          |
| DNS | 7     | Óscar Freire         | Rabobank                           | vnetje zadnjice                                          |
| DNS | 7     | Rubén Lobato         | Saunier Duval-Prodir               | smrt sorodnika                                           |
| DNF | 7     | Enrico Degano        | Barloworld                         | poškodba ob padcu                                        |
| DNF | 8     | Mark Cavendish       | T-Mobile Team                      | načrtovan odstop                                         |
| DNF | 8     | Iván Parra           | Cofidis                            | prebavne motnje                                          |
| DNF | 8     | Stuart O'Grady       | Team CSC                           | poškodba ob hudem padcu                                  |
| DNF | 8     | Michael Rogers       | T-Mobile Team                      | izpahnjen desni ramenski sklep                           |
| DNF | 8     | Romain Feillu        | Agritubel                          | neznan                                                   |
| DSQ | 8     | Cédric Hervé         | Agritubel                          | končal zunaj časovne omejitve                            |
| DSQ | 8     | Robbie McEwen        | Predictor-Lotto                    | končal zunaj časovne omejitve                            |
| DSQ | 8     | Danilo Napolitano    | Lampre-Fondital                    | končal zunaj časovne omejitve                            |
| DNS | 9     | Patrik Sinkewitz     | T-Mobile Team                      | poškodba ob trčenju z gledalcem                          |
| DNF | 11    | Sylvain Calzati      | AG2R Prévoyance                    | Tendonitis                                               |
| DNF | 11    | Igor Antón           | Euskaltel-Euskadi                  | neznan                                                   |
| DSQ | 11    | David Zabriskie      | Team CSC                           | končal zunaj časovne omejitve                            |
| DNF | 12    | Alberto Ongarato     | Team Milram                        | poškodba ob padcu                                        |
| DSQ | 12    | Stef Clement         | Bouygues Télécom                   | končal zunaj časovne omejitve                            |
| DNS | 14    | Francisco Ventoso    | Saunier Duval-Prodir               | poškodba roke                                            |
| DNS | 15    | Philippe Gilbert     | Française des Jeux                 | vročica, prebavne motnje                                 |
| DNS | 15    | Filippo Pozzato      | Liquigas                           | vročica                                                  |
| DNF | 15    | Cyril Dessel         | AG2R Prévoyance                    | neznan                                                   |
| DNF | 15    | Christophe Le Mével  | Crédit Agricole                    | poškodba ob padcu                                        |
| DNF | 15    | Fred Rodriguez       | Predictor-Lotto                    | neznan                                                   |
| DSQ | 16    | Aleksander Vinokurov | Astana                             | pozitiven na dopinški kontroli, A-test (kri)             |
| DNS | 16    | Antonio Colom        | Astana                             | umik celotne ekipe s Toura                               |
| DNS | 16    | Maksim Iglinski      | Astana                             | umik celotne ekipe s Toura                               |
| DNS | 16    | Sergej Ivanov        | Astana                             | umik celotne ekipe s Toura                               |
| DNS | 16    | Andrej Kašečkin      | Astana                             | umik celotne ekipe s Toura                               |
| DNS | 16    | Andreas Klöden       | Astana                             | umik celotne ekipe s Toura                               |
| DNS | 16    | Daniel Navarro       | Astana                             | umik celotne ekipe s Toura                               |
| DNS | 16    | Gregory Rast         | Astana                             | umik celotne ekipe s Toura                               |
| DNS | 16    | Paolo Savoldelli     | Astana                             | umik celotne ekipe s Toura                               |
| DNF | 16    | Matthieu Sprick      | Bouygues Télécom                   | prebavne motnje                                          |
| DNS | 17    | Cristian Moreni      | Cofidis                            | pozitiven na dopinški kontroli (testosteron)             |
| DNS | 17    | Sylvain Chavanel     | Cofidis                            | umik celotne ekipe s Toura                               |
| DNS | 17    | Staf Scheirlinckx    | Cofidis                            | umik celotne ekipe s Toura                               |
| DNS | 17    | Bradley Wiggins      | Cofidis                            | umik celotne ekipe s Toura                               |
| DNS | 17    | Rik Verbrugghe       | Cofidis                            | umik celotne ekipe s Toura                               |
| DNS | 17    | Stéphane Augé        | Cofidis                            | umik celotne ekipe s Toura                               |
| DNS | 17    | Nick Nuyens          | Cofidis                            | umik celotne ekipe s Toura                               |
| DNS | 17    | Michael Rasmussen    | Rabobank                           | umaknjen iz ekipe zaradi kršenja njenih notranjih pravil |
| DNF | 17    | Denis Menčov         | Rabobank                           | osebna odločitev.                                        |

- Ekipi Quick Step-Innergetic in Gerolsteiner sta edini končali Tour z vsemi devetimi kolesarji.